# Merocles
Merocles (en llatí Moerocles, en grec antic Μοιροκλῆς) fou un orador atenenc del segle IV aC, nascut a l'illa de Salamina.
Va ser contemporani de Demòstenes i, com aquest, es va oposar també a Filip II de Macedònia i a Alexandre el Gran. Era un dels oradors atenencs que Alexandre va ordenar que es rendissin després de la destrucció de Tebes,encara després va renunciar a la petició per la mediació de Demades.
Se'l considera autor d'un discurs en defensa de Teocrines, que sovint s'ha atribuït a Demòstenes. I també autor d'un decret amb el qual es van unir els atenencs i els seus aliats per combatre els pirates. En un període de la seva vida va ser empresonat, però no es coneixen els càrrecs. El poeta còmic Timocles diu que havia rebut suborns d'Hàrpal, el tresorer d'Alexandre, segons explica Ateneu de Naucratis. Plutarc diu que va ser un dels acusadors dels fills de l'orador Licurg, però en realitat l'acusador va ser Menesecme. Aristòtil menciona aquest Merocles.